# Église Sainte-Claire de Préhy
Pour les articles homonymes, voir Église Sainte-Claire.
L'église Sainte-Claire est une église située à Préhy, en France.

## Localisation
L'église est située dans le département français de l'Yonne, sur la commune de Préhy.

## Historique
L'édifice est inscrit au titre des monuments historiques en 1977.